# Ezra Butler Eddy
Ezra Butler Eddy, né le 22 août 1827 à Bristol, au Vermont, et mort le 10 février 1906 à Hull, au Québec, est un homme d'affaires, industriel et homme politique canadien. Il fonde la société E. B. Eddy et est député conservateur à l'Assemblée législative du Québec, échevin et maire de Hull.

## Biographie
Fils de Samuel Eddy, cultivateur, et de Clarissa Eastman.  Épouse Zaïda Diana Arnold le 29 décembre 1846.  Ils eurent deux fils et une fille.
Fondateur de l'entreprise E.B. Eddy, spécialisée dans la fabrication des produits dérivés du bois - renommée entre autres pour ses allumettes -, puis dans les pâtes et papiers.
Innovateur, fonceur, malgré les incendies destructeurs qui détruisent à plusieurs reprises ses installations, malgré la crise économique qui sévit vers les années 1873-1880 et accule beaucoup d'entreprises à la faillite, il saura toujours, par son courage et sa ruse, se remettre sur pied.
Il fut l'un des premiers à construire une centrale hydroélectrique et à utiliser l'hydroélectricité pour faire fonctionner ses équipements industriels (chutes Chaudière).
Après sa mort, les actions de ses successeurs ont parfois semé la controverse, de sorte que son nom demeure associé à la première grève de travailleuses au Québec, soit les allumettières à l'emploi de son entreprise.  En souvenir de ces travailleuses, la ville de Gatineau a nommé un boulevard en leur nom, le boulevard des Allumettières.